# Trường Đại học Luật Thành phố Hồ Chí Minh
Trường Đại học Luật Thành phố Hồ Chí Minh (Ho Chi Minh City University of Law, ULaw) là trường đại học công lập đào tạo luật pháp hàng đầu của Việt Nam, trực thuộc Bộ Giáo dục và Đào tạo và có trụ sở tại Thành phố Hồ Chí Minh. Trường là một trong hai cơ sở giáo dục trọng điểm đào tạo cán bộ về pháp luật tại Việt Nam theo định hướng của Thủ tướng Chính phủ.